# Koning Lowietje
Koning Lowietje (Engels: King Louie) is een antropomorfe aap die voorkomt in de twee lange verfilmingen die Disney maakte van Rudyard Kiplings Het jungleboek. Daarnaast komt hij voor in de series TaleSpin en Jungle Club.

## Achtergrond
De Disney-verfilmingen van Jungle Boek zijn gebaseerd op de verhalen van Kipling, maar Lowietje komt in de oorspronkelijke verhalen niet voor; hij is een latere creatie van Disney. Kipling wilde namelijk niet dat de Bandar-log-apen een koning zouden hebben.

## Films

### Jungle Boek-tekenfilm (1967)
In de eerste Jungle Boek-animatiefilm van Disney uit 1967 is Koning Lowietje een orang-oetan die heerst over de Bandar-log. In de originele Engelstalige versie wordt zijn stem vertolkt door Louis Prima. In eerste instantie was deze rol bedoeld voor de zwarte jazzmuzikant Louis Armstrong. Echter, omdat een Afro-Amerikaan in de rol van een aap casten problemen kon opleveren, gaf men de rol uiteindelijk aan de witte jazzmuzikant Prima, wiens stemgeluid op dat van Armstrong leek. In de Nederlandstalige versie nam Willem Duyn de stem van Koning Lowietje voor zijn rekening.
Lowietje laat Mowgli ontvoeren, in de hoop via hem kennis te verwerven over het maken van vuur en zo meer zoals de mensen te kunnen zijn. Bij de redding van Mowgli door Baloe en Bagheera wordt Lowietjes tempel vernield.
Dat Lowietje een orang-oetan is, is gezien de locatie van de film (India) niet correct daar deze apensoort niet in India voorkomt.

### The Jungle Book(2016)
King Louie is ook te zien in de liveactionremake van The Jungle Book uit 2016, eveneens een productie van Disney. In deze nieuwe verfilming is hij een Gigantopithecus, de tot nu toe grootste gevonden primaat die ooit heeft geleefd. Deze apensoort leefde onder andere in India, maar geschat wordt dat hij al minstens honderdduizend jaar is uitgestorven. De stem van Louie wordt hier gedaan door Christopher Walken.
Net zoals in de animatiefilm is Louie hier de koning van de Bandar-log. Hij is hier echter een stuk kwaadaardiger dan in de originele Disney-tekenfilm. Samen met de slang Kaa en de tijger Shere Khan behoort hij tot de vijanden van Mowgli. Hij woont in een duistere hoek van zijn tempel. Door zijn enorme lichaamsomvang en gewicht kan hij zich niet goed verplaatsen, de andere apen moeten hem van eten voorzien. Net zoals in de animatiefilm wil hij dat Mowgli hem het geheim van het vuur bezorgt. Bij de redding van Mowgli door Baloe en Bagheera ontstaat er enerzijds een achtervolging tussen Mowgli en King Louie en anderzijds een gevecht tussen Baloe, Bagheera en de andere apen. Louie breekt heel wat steunpilaren van de stad, waardoor deze inzakt. Mowgli kan tijdig ontsnappen, maar Louie wordt verpletterd door de brokstukken. Daardoor worden de apen afgeleid en ze staken hun gevecht om naar hun koning te zoeken.
Disney besloot dat de film enkel in een Engelstalige versie mocht verschijnen, aangezien de minimumleeftijd volgens hen twaalf jaar was. King Louie heeft hier dus geen Nederlandse stem.

## Series
In Jungle Cubs wordt een jongere versie gezien van Lowietje, samen met jongere versies van onder andere Baloe, Bagheera, Kaa en Shere Khan.
In TaleSpin heeft Lowietje een heel andere rol. In deze serie is hij de eigenaar van een bar waar Baloe en de andere personages regelmatig over de vloer komen.
Koning Lowietje heeft ook een bijrol in de eerdere liveactionremake The Jungle Book uit 1994. Hier kan hij net als de andere dieren niet spreken.

## Computergames
King Louie komt ook voor in het computerspel  The Jungle Book: Groove Party (2000).

## Stemacteurs in Disney-producties
- Louis Prima - eerste Disney-film Jungle Boek (1967)
- Willem Duyn - eerste Disney-film Jungle Boek (1967) (Nederlandse versie)
- Frits Lambrechts - Jungle Club (Disney) (Nederlandse versie)
- Scatman Crothers - in Disney Parades
- Jim Cummings - vanaf 1990 tot heden
- Jason Marsden - Jungle Cubs seizoen 1
- Cree Summer - Jungle Cubs seizoen 2
- Christopher Walken - film uit 2016

## Bekende nummers
- I Wan'na Be Like You[4]

## Trivia
- In het originele verhaal ontvoeren de apen Mowgli niet omdat ze vuur willen, maar wel omdat Mowgli allerlei voorwerpen kan maken en gebruiken. Omdat ze geen leider hebben en hun aandacht altijd wordt afgeleid naar andere zaken, krijgen ze nooit onder de knie wat Mowgli hen wil aanleren.